# 合隆满族乡
合隆满族乡是中华人民共和国辽宁省丹东市东港市下辖的一个民族乡。

## 行政区划
合隆满族乡下辖以下村级行政区划单位：
合隆村、大楼房村、齐家堡村、翟家堡村、龙源堡村、犸木林村、城山村、黑鱼泡村、范家堡村和何家岗村。